# Oulanka Nationalpark
Oulanka Nationalpark (finsk: Oulangan kansallispuisto) er en nationalpark i det nordlige Ostrobothnia og Lapland i Finland, der dækker et areal på 270 km2. Parken blev etableret i 1956 og blev udvidet i 1982 og 1989. Den grænser op til Paanajärvi National Park i Rusland. De første indbyggere i området var samer fra Lapland, der boede her indtil slutningen af det 17. århundrede, da de blev fortrængt af finske bosættere. Selvom jagt, fiskeri og senere landbrug var den primære beskæftigelse for de mennesker, der boede der, er turismen i dag den mest fremtrædende aktivitet i Oulanka. Fra 1930'erne holdt den finske turistforening både på floden og renoverede træhytter, som man fandt rundt i parkens område. Disse hytter kan bruges gratis af alle vandrere i området, forudsat man følger nogle grundlæggende retningslinjer og regler vedrørende hytternes tilstand, brændeforsyning og beskyttelsen af den omgivende natur.
Fra 2002 var Oulanka den første af de to finske nationalparker, der blev en del af World Wide Fund for Nature's PAN Parks, den anden er den Skærgårdshavet Nationalpark.

## Natur
Oulanka Nationalpark er en unik og alsidig kombination af nordlig, sydlig og østlig natur i Finland. Landskabet består af fyrreskove, floddale med sandstrande og stryg og mod nord store moser. Den har et unikt flod-økosystem og er et eksempel på uberørt tajga tæt på polarcirklen, der har været skånet for tømmerhugst, og som er beskyttet af WWF mod intens rendrift. Området er rig på dyre- og plantearter, hvoraf nogle er truede. I nærheden af besøgscentret ligger Oulanka Research Center, som er en del af Thule Institute og blev oprettet i 1966 for at fremme forskning inden for biologiske og geologiske videnskaber. Forskningscentret tilbyder også sine faciliteter til besøgende turister eller vandrere i de mindre travle årstider.
Sammen med den barske geografi og de forskellige mikroklimaer er parkens placering også en af hovedårsagerne til det store diversitet af planter og træer med mere end 500 plantearter i området. Der er en overlapning mellem nordlige og sydlige arter med hensyn til deres udbredelse, og mange arter i det østlige Finland har deres vestligste forposter her. Oulanka har en næringsrig jord, hvilket gør den ideel til den sjældne og krævende flora, der findes her. Oulanka floddalen var en meget vigtig spredningsvej for forskellige arter, der kom fra det østlige Finland efter den sidste istid . I sensommeren er parken rig på blåbær og svampe, og orkideen norne (Calypso bulbosa) er en af de mest populære blomster i området.
Flodsenge og alluviale enge er hjemsted for sjældne sommerfuglearter, og mere end hundrede forskellige fuglearter har deres hjem i parken. De fleste enge forvaltes på en traditionel måde, og rendriften fortsætter med at trives i parken, selvom den er begrænset til folk fra Lapland. I parken er der også sjældne fugle som lavskrige og tjur, der er glade for de urterige skove i parken. Truede arter som bjørn, los og jærv finder også deres hjem i Oulanka sammen med elg og andet vildt.

## Vandreture
Oulanka er en af de mest populære nationalparker i Finland. Den mest kendte finske vandrerute, Karhunkierros (80 km), ligger i nationalparken og er tilgængelig hele året rundt. Andre ruter inkluderer Pieni Karhunkierros-sporet (12 km), Keroharju vandresti (17 km) og andre mindre naturstier såsom Rytisuo-natursporet (5 km), Hiidenlampi-natursporet (5 km) og Kiutaköngäs-dagturen (8 km). Der er forskellige campingområder, udpegede bålsteder, træhytter og både, der er tilgængelige for offentligheden. Der er også nogle vinterstier, som inkluderer Rytisuo-snesko-stien (7.5 km) eller Oulanka Wilderness Trail, fra Juuma til Kiutaköngäs (26 km), som også kan udforskes med ski, snesko eller endda snescootere. Andre aktiviteter inkluderer kanosejlads eller cykling af nogle ruter. Besøgende har lov til at plukke bær og svampe, men har ikke lov til at jage vildt eller fiske uden licens.